# First Nations Bank of Canada
Die First Nations Bank of Canada (FNBC) ist die erste Bank in Kanada, die mehrheitlich im Besitz der Ureinwohner ist. Sie bietet alle Bankdienstleistungen an, hat jedoch ihren Schwerpunkt auf entsprechende Leistungen für die First Nations, wie die Indianer in Kanada genannt werden.
Der Bank stehen zwischen acht und elf Direktoren vor. Die First Nations werden dabei durch Bill Namagoose aus Québec, Crystal McLeod aus Saskatchewan, Mark Wedge aus dem Yukon, Ken Toner aus Nunavut und Keith Martell aus Saskatchewan repräsentiert. Keith Martell ist gleichzeitig Executive Chair of the Board. Arden Buskell war Anfang 2010 Präsident und Chief Operating Officer.
Die Bank wurde gegründet, als sie am 19. November 1996 die Zulassung erhielt. Sie ging aus einem 1993 entstandenen Gemeinschaftsunternehmen der Toronto-Dominion Bank (heute TD Canada Trust) und der Saskatchewan Indian Equity Foundation hervor. Die Federation of Saskatchewan Indian Nations gab ihre Zustimmung zur Gründung. Dabei standen 10 Millionen Dollar Gründungskapital zur Verfügung, von denen die Saskatchewan Indian Equity Foundation 20 % beisteuerte, 80 % stammten von der TD Bank.
Ihre erste Zweigstelle eröffnete sie 1997 in Saskatoon in der Provinz Saskatchewan, wo sich auch der Unternehmenssitz befindet (224 4th Avenue South). Weitere folgten in Chisasibi in Québec bei den James Bay Cree (Mai 1998), Walpole Island (März 1999), Wallaceburg in Ontario, in Winnipeg (März 2003) und Whitehorse (Juli 2007), den Hauptstädten von Manitoba und Yukon, sowie in Meadow Lake (Dezember 2008) in Saskatchewan. Die Ausdehnung nach Manitoba und in den Nordwesten wurde durch neue Anteilseigner ermöglicht und erfolgte ab 2001. Darüber hinaus bestehen Stellen in Buffalo River bei der Buffalo River Dene Nation in Dillon, und Onion Lake in Saskatchewan (2005) sowie in Nemaska in Québec bei der Cree Nation of Nemaska. Im Juni 2010 entstand eine eigene Abteilung in Iqaluit in Nunavut.
Im Oktober 2007 gelang die private Platzierung von Anteilen im Umfang von 14 Millionen Dollar. Gleichzeitig verminderte sich der stimmberechtigte Anteil der TD Bank auf 9 % (ihr Gesamtanteil liegt bei knapp 20 %). Entsprechend den Provinzen und Territorien Kanadas verteilt sich die sonstige Stimmberechtigung folgendermaßen: Saskatchewan: 26,37 %, Nunavut: 20,05, Quebec 19,71, Yukon 13,17, Northwest Territories 8,02 und Manitoba 3,68 %. Bis 2014 soll die Bank von TD unabhängig sein.
Ende 2009 hatte die First Nations Bank Kredite im Umfang von 160,2 Millionen Dollar vergeben, die Summe aller Anlagen (assets) belief sich auf 266,5 Millionen. Der Gewinn stieg von 2008 auf 2009 von 8.000 auf 157.000 Dollar. 78 indianische Anteilseigner hielten 2014 rund 80 % der Anteile. Die Gwich'in Settlement Corporation hielt 7 %, sieben First Nations im Yukon hielten 12 und die von Inuit getragene Atuqtuarvik Corporation hielt fast 18 Prozent.
Die Bank gehört zur Canadian Bankers Association, gehört der Canada Deposit Insurance Corporation an, womit sie der Einlagensicherung unterliegt.

## Weblink
- Website der First Nations Bank of Canada